# 351976 Borromini
351976 Borromini è un asteroide della fascia principale. Scoperto nel 2006, presenta un'orbita caratterizzata da un semiasse maggiore pari a 3,0426517 au e da un'eccentricità di 0,1661945, inclinata di 6,60422° rispetto all'eclittica.
È dedicato a Francesco Borromini, celebre architetto italiano del periodo barocco.